# ABC聯合學區

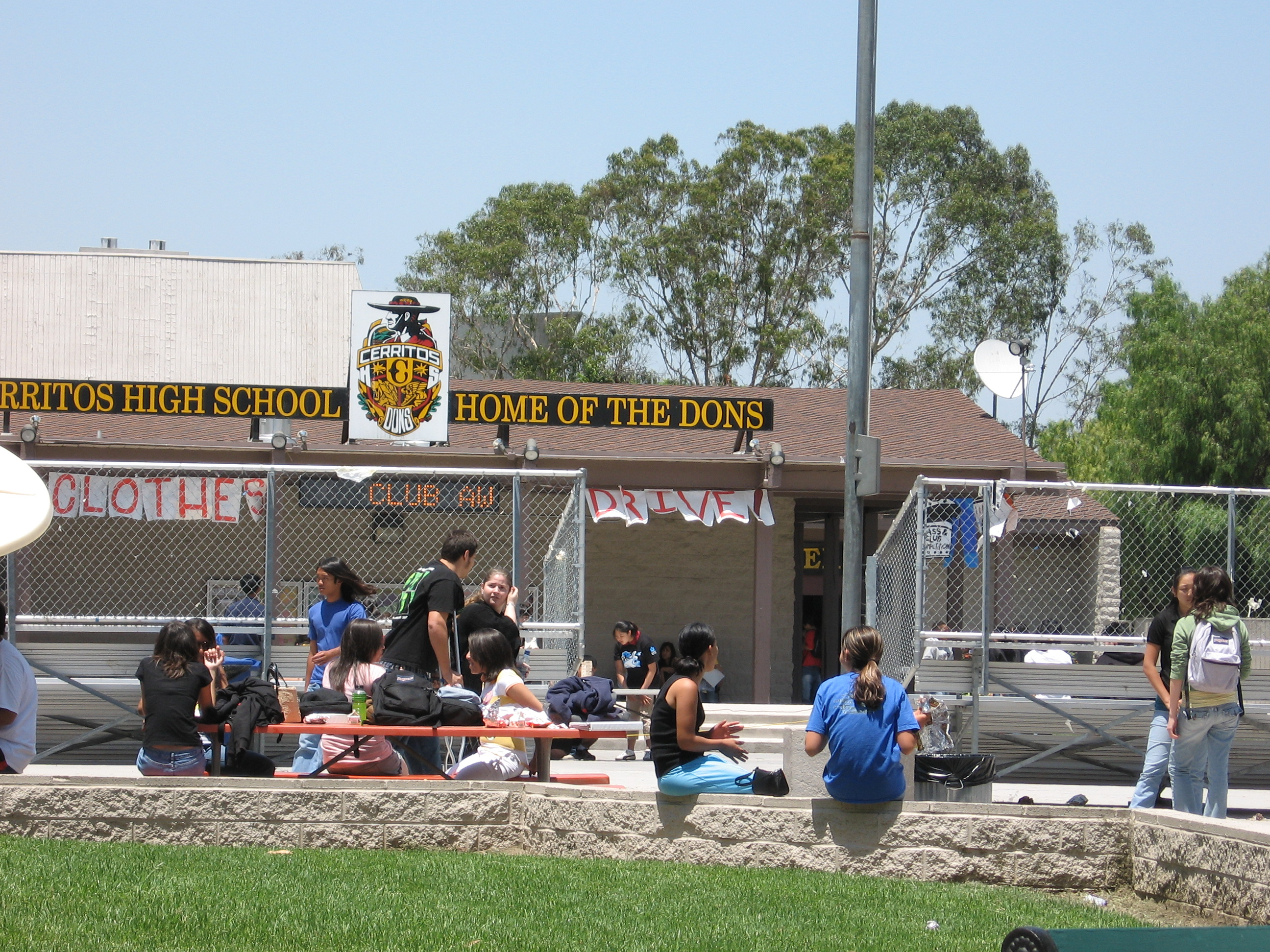
Cerritos High School

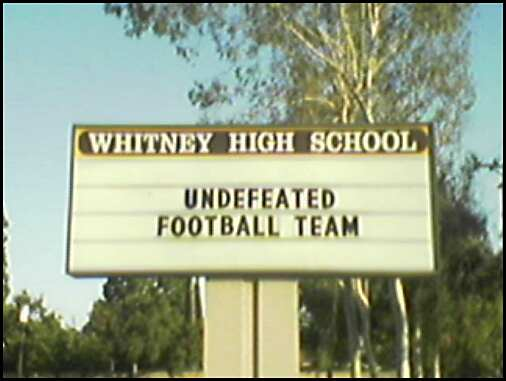
Whitney High School

ABC聯合學區（ABC Unified School District，簡稱ABCUSD）是美國加州洛杉磯郡的一個學區, 總部位於喜瑞都。ABCUSD服務的城市包括阿提夏、大部分的喜瑞都、夏威夷花園、部分的莱克伍德 (加利福尼亚州)、小部分的長灘、諾瓦克和拉米拉達。
ABC聯合學區的表現在加州一直排名頂尖。特別是位於該學區內的惠特尼中學（又譯「維尼中學」），多年來持續蟬聯全美最優異中學之一，也是許多亞裔學生就讀的學校（該校特色為「考試入學」）。目前學區總監（Superintendent）為華裔教育博士蕭麗卿（Mary Sieu, Ph.D.），蕭博士是該學區47年來首位女性總監、也是第一位華裔總監，更是「大洛杉磯地區」首位華裔出任學區總監。而七席的教育委員（School Board Members）中，華裔教委包括陳歐陽蓉（兼主席）、謝苗家貞（兼秘書長）。

## 高中
- 阿迪西亚高中（英语：Artesia High School (California)） (Lakewood)
- 喜瑞都高中（英语：Artesia High School (California)） (Cerritos)
- 加尔高中（英语：Gahr High School） (Cerritos)

## 完全中學
- 惠特尼高中（英语：Whitney High School (Cerritos, California)） (Cerritos) [3]